# Реактор са водом под притиском
Реактори са водом под притиском спадају у другу генерацију нуклеарних реактора. Реактор са водом под притиском се често означава као PWR (енгл. Pressurized Water Reactor) и представља један од два типа лаководних реактора. Други тип реактора у овој групи су реактори са кључалом водом. У Совјетском Савезу дизајнирана је руска варијанта реактора са водом под притиском која се често назива ВВЕР.
Из самог назива произилази да се за хлађење и успоравањенеутрона користи вода под високим притиском. Примарни прстен електране је под притиском како не би дошло до узвирања воде. Ова врста реактора је најраспрострањенији тип реактора данас и користе се широм света. Више од 230 реактора користе се за производњу електричне енергије, а неколико стотина за подморско кретање. Прва верзија ових реактора је у Оак Риџ Национал Лабораторији у сврси покретања нуклеарне подморнице.
Инцидент на острву Три Миље је везан за овај тип реактора, произведен од стране Бабкока и Вилкокса.

## Начин рада
Вода примарног прстена се загрева воду уз помоћ енергије ослобођене из нуклеарног горива, односно нуклеарне ланчане реакције. Угрејана вода је онда пумпама до парног генератора, који омогућава да се вода из примарног прстена додатно загреје и тако загрева до тачке кључања воду секундарног прстена. Предност овог принципа је што не долазо до мешања воде примарног и секундарног прстена, што као последицу може да има пренос радиоактивности из језгра реактора скроз до турбине. Након загревања секундарне воде, пара се одводи до парне турбине, и енергија је са турбине одведена до генератора електричне енергије. Поред наведене предности ових реактора битно је напоменути да је притисак примарне воде око 15-16 мега паскала, што је у поређењу са осталим типовима реактора веома висок притисак. Притисак примарне воде у реактораима са водом под притиском је скоро дупло већи него што је у реакторима са кључалом водом. Док у овим реакторима не долази до кључања примарне воде, у реакторима са кључалом водом је реактор дизајниран тако да ова вода кључа.

## Дизајн

### Хлађење
За примарно хлађење реактора користи се обична вода која кружи реактором при температури од 315 °C. Вода остаје у течном стању и при високим температурама због великог притиска (15 MPa). Вода примарног прстена се користи за загревање воде секундарног прстена која касније постаје засићена пара 6,2 MPa, на температури од око 275 °C, која се користи за покретање парне турбине.

### Модератор
Као и сви реактори који су термичког типа, и ови реактори користе модератор за успоравање брзих неутрона ослобођених у фисионој реакцији. Вода која се користи за хлађење реактора, такође се користи и за модерирање неутрона. У процесу успоравања неутрона долази до реакција брзих неутрона са атомима модератора, односно са водоником, при чему неутрони губе део своје енергије и постају термички. Вероватноћа ове реакције између неутрона и водоника се повећава са повећањем густине воде. Ова карактеристика реактора, да користе воду као модератор је веома важна са становишта нуклеарне безбедности, уколико дође до повећања темепературе у реактору, долази до смањивања густине воде као модератора, при чему је мања вероватноћа да додђе до термализације(успоравања) брзих неутрона, чиме се смањује реактивност у реактору. Приликом овог процеса долази до смањивања односно успоравања ланчане реакције. Оваква карактеристика се назива негативни температурни коефицијент реактивности, и чини овај тип реактора веома стабилним и безбедним.
У поређењу са реакторима типа РБМК где се повећава производња енергије када вода за хлађење почне да се прегрева, што овај систем чини јако нестабилним са становишта нуклеарне безбедности. Ова карактеристика је једна од узрока познате чернобиљске катастрофе.

### Гориво
Гориво које се користи у реакторима са водом под притиском је обогаћен са неколико процента уранијума 235. Након обогаћивања уранијум-диоксида, прашак се спаљује на високој температури како би се добиле тврде керамичке таблете обогаћеног уранијум оксида. Таблете округлог облика се онда стављају у цеви које су направљене од некорозивног материјала, зирконијума, а потом испуњене хелијумом како би се повећао пренос енергије и лакше детектовале мане. Ове цеви су онда повезане у горивни елемент, који чине језгро реактора или активну зону реактора. Најчешће ови реактори имају око 200 до 300 горивних елемената, што је око 100 t уранијума укупно. Обично су цеви поређане у виду четвороугаоника, димензија од 14x14 до 17x17 шипки (цеви). Дужина горивних елемената је око 4m.
Замена горива у већини реактора је након 18-24 месеца, где се обично замењује само трећина горива са новим горивним елементима.

### Контрола
Бор и шипке за контролу се користе у циљу одржавања температуре у реактору на жељеном нивоу. Повећана температура у језгру реактора доводи до смањивања вероватноће да дође до фисионе реакције, тиме се смањује енергија ослобођена из активне зоне реактора. Оператер може у том случају да дода борну киселину или контролне шипке у реактор, да спусти температуру на жељени ниво.
Бор има способност да апсорбује неутроне, чиме смањује њихову концентрацију у води за хлађење, што директно утиче на смањење активности неутрона.
Контролне шипке, које се по правилу вертикално убацују директно међу горивне шипке, користе се само за контролу ослобођене енергије из језгра реактора. 
Насупрот реакторима са водом под притиском, реактори у којима вода кључа немају бор у води за хлађење.

### Предности
- Велика стабилност система, с обзиром да се смањује ослобођена количина енергије са повећањем температуре у језгру реактора. Зато је много лакше управљати овим системом, с погледа његове стабилности.
- Ова врста реактора може да веома добро ради и са мањом количином фисионог материјала него што је неопходно да би се доспело до критичног стања реактора. Зато је ова врста реактора релативно безбедна тј. мале су шансе да дође до развоја неконтролисане реакције или да реактор постане надкритичан.
- Користе обичну воду за хлађење и модерирање, што је много јефтиније од употребе скупе, тешке воде.
- Примарни прстен је одвојен од секундарног прстена, па не може да дође до преношења радиоактивности до секундара.

### Недостаци
- Вода која се користи за хлађење реактора мора да буде под веома високим притиком како би остала у течном стању. Овај систем, који одржава висок притисак у реактору, је веома скуп.
- У већина реактора са водом под притиском не може да се врши промена горива за време рада реактора. Ово смањује способности реактора, јер би морао више пута у току године да се потпуно гаси како би се искоришћено гориво одстранило из реактора, и ставило ново гориво.
- Вода под притиском, у којој се налази борова киселина, доводи до корозије, па радиоактивни корозивни материјал може да крући примарним прстеном електране. Тиме се смањује трајање реактора а такође и систем који филтрира ове материје и подешава борову киселину, повећавају цену реактора.
- Вода лако апсорбује неутроне који би требало да доводе до фисије на уранијуму, па се тиме уједно повећава количина потребног горивом. Када би се користила тешка вода, као гориво се слободно може користити природни уранијум, али опет, производња тешке воде је процес скуп сам по себи.
- Пошто се вода користи као модератор неутрона, није могуће изградити реактор са водом под притиском који би био базиран на фисији брзим неутронима.

### Реактори, са водом под притиском, 3. генерације
- Реактор са водом под притиском, за европско тржиште-
- Развијен за америчко тржиште-